# Richard Long

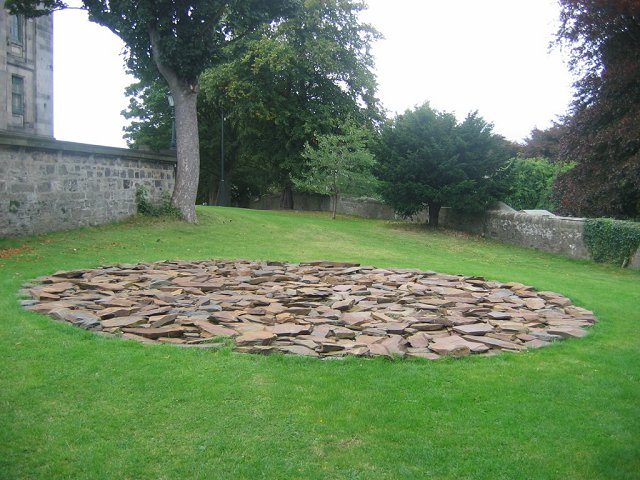
"MacDuff Circle", Dean Gallery (Escòcia).

Richard Long (Bristol, 1945) és un escultor, fotògraf i pintor anglès. És considerat com un dels escultors més importants de l'escena anglesa contemporània, i un dels fundadors i màxims representants de l'art natura, junt amb Walter de Maria, Robert Morris i Robert Smithson.

## Trajectòria professional
Estudia en el West of England College of Art de Bristol entre el 1962 i 1965, realitzant en aquestes dades les primeres peces. El 1967 realitza una sèrie de llargs viatges a Amèrica del Nord, Europa, Japó, etc., durant els quals té disponibilitat de pedres, pals, fustes i altres elements de la naturalesa als quals els atorga formes geomètriques simples. Recorre a la fotografia com a medi complementari per a la presentació de les seves obres. Des del començament de la seva trajectòria va treballar indistintament sobre paisatges naturals i en la realització d'exposicions en espais tancats. El mètode que millor defineix el seu treball és l'acte de caminar. En la seva obra no existeix la idea de produir canvis o alterar el paisatge, simplement deixa la seva petjada. Les seves creacions es converteixen en un senyal que contribueix a redefinir l'ordre del món. Per a ell caminar és una manera de mesurar-se amb ell mateix, de mesura la natura amb les seves i de trobar l'espai en cada paisatge a través de la seva pròpia magnitud. En ella posa en pràctica un dels punts bàsics de la seva trajectòria que consisteix a mesclar-se amb la naturalesa i que la naturalesa es mescli amb ell. Per aquest fi fa ús de la naturalesa amb respecte i llibertat, desenvolupant el seu treball per a la terra i no en contra d'ella.
| «              | Els rius transcorren per tota la meva obra i l'aigua és un element bàsic en el meu art. | » |
| — Richard Long |                                                                                         |   |

La seva exposició individual fou en la galeria Konrad Fisher de Düsseldof el 1968. A partir d'aquest moment foren contínues les seves exposicions en les millors galeries i museus del món. El 1976 representà a Anglaterra en la Biennal de Venècia. Entre les seves nombroses exposicions cal destacar la del Palau de Cristall de Madrid i la del Solomon R. Guggenheim Museum de Nueva York.

## L'art natura
L'art natura (el land art) fou un moviment artístic present a finals de la dècada dels seixanta i principis dels setanta a Europa, i especialment als Estats Units d'Amèrica. El terme land art (art de la terra) prové de Walter de María, que el va usar per descriure les seves primeres intervencions en la naturalesa. L'art natura va ser iniciat per un grup d'ecologistes europeus i estatunidencs que van intervenir en l'entorn natural per tal d'aconseguir un art que no fos comercial i que no es pogués vendre, com que l'art natura no és permanent sinó que amb el pas del temps es destrueix, complia els objectius que volíen aconseguir. Probablement l'exemple més conegut que ho defineix és Spiral Jetty, una obra de Robert Smithson de l'any 1970, però també cal parlar de A line made by walking de Richard Long el 1967, ja que és un dels primers exemples d'art natura.